# テロネマ
テロネマ(Telonema)は、単細胞生物の属である。
テロネマをハクロビアとして位置付ける文献もあるが、テロネマ門の唯一の属とされることもある。

## 種
2013年時点で、AlgaeBaseにはTelonema subtileとT. antarcticumの2種が記載されている。後者は2005年に記載された。
前者をTelonema subtilisと呼ぶ文献もある。